# Германско-непальские отношения
Германско-непальские отношения — двусторонние дипломатические отношения между Германией и Непалом. С 1958 года страны поддерживают крепкие дипломатические отношения, основанные на двустороннем сотрудничестве. После окончания десятилетней гражданской войны Непал получил помощь от Германии в процессе достижения мира и развития демократических институтов. Между странами налажено сотрудничество в области торговли, культуры и науки.

## Дипломатические отношения
В 1958 году король Непала Махендра осуществил официальный визит в Федеративную Республику Германия, что имело большое значение в связи с установлением дипломатических отношений между странами. В те годы ФРГ не имела посольства в Непале, но считала эту страну важным нейтральным государством в Холодной войне. В 1963 году страны открыли дипломатические представительства в столицах друг друга. Таким образом, Западная Германия стала шестой страной мира, имеющей посольство в Непале после Великобритании, Индии, США, Китайской Народной Республики и СССР. В декабре 1972 года Непал установил дипломатические отношения с ГДР. Норберт Мейер, занимавший должность посла в Катманду с 2005 по 2010 год, описал повседневную жизнь дипломатов ГДР в Непале в статье Artikel der Nepal Information («Информация о Непале»), как: «Es muss ein schönes, stilles, ja erbauliches Leben für die DDR-Diplomaten im nicht ummauerten Kathmandu gewesen sein».
В марте 2009 года в Германию прибыли премьер-министр Непала Прачанда и министр иностранных дел Упендра Ядав для обсуждения региональных и международных вопросов. В марте 2012 года в Берлин осуществил визит министр торговли Непала Лех Радж Бхатт. Следующие высшие должностные лица ФРГ осуществляли государственные визиты в Непал: в 1967 году федеральный президент ФРГ Генрих Любке, в 1987 году канцлер Гельмут Коль, в ноябре 1996 года федеральный президент ФРГ Роман Херцог, а в последние годы осуществлялись официальные визиты членов Бундестага.

## Экономическое сотрудничество
В 1986 году ФРГ заключила соглашение о защите инвестиций с Непалом. В 1990 году в Катманду была основана Германско-непальская торгово-промышленная палата (NGCCI) для продвижения двусторонних торговых отношений.
В настоящее время Германия является одним из важнейших торговых партнеров Непала. Экспорт Непала в Германию: текстильные изделия, ковры. Экспорт Германии в Непал: машинное оборудование и промышленные товары. В последние годы сальдо в двустороннем торговом балансе сложилось в пользу Непала, годовой объём товарооборота составил сумму около 70 млн. евро.
В таблице продемонстрирован торговый баланс Непала с Германией в долларах США
| Год       | Экспорт    | Импорт     | Баланс     |
| --------- | ---------- | ---------- | ---------- |
| 2009/2010 | 34 609 322 | 35 547 165 | −937 843   |
| 2010/2011 | 38 038 971 | 30 993 024 | 7 045 947  |
| 2011/2012 | 43 055 027 | 30 114 058 | 12 940 969 |
| 2012/2013 | 33 120 375 | 38 741 269 | −5 620 894 |

## Экономическая помощь
Основными целями сотрудничества в области экономического развития между Непалом и Германией являются преодоление последствий гражданской войны и сокращения масштабов нищеты в стране. В центре внимания Германии развитие возобновляемых источников энергии и повышение энергоэффективности, развитие системы здравоохранения, обеспечение устойчивого экономического развития и торговли. Непал также получил особую поддержку от Германии в мирном процессе через финансовые и консультативные услуги Непальского целевого фонда мира, который служил для финансирования соблюдения норм Мирного соглашения 2006 года. Министерство иностранных дел Германии также продвигает проекты по созданию демократических структур и повышению уровня защиты прав человека в Непале.
После сильных землетрясений в Непале в апреле и мае 2015 года Германия предоставила этой стране помощь в общем объёме 35 млн. евро, из которой 5 млн. евро было выделено  на гуманитарную помощь и еще 30 млн. евро в рамках программы восстановления разрушенной инфраструктуры.

## Туризм
Туристы из Германия находятся на втором месте среди европейских стран по количеству посещений Непала после Великобритании. В 2012 году 30 409 граждан Германии посетили Федеративную Демократическую Республику Непал, из которых 10 402 человека при въезде в страну заявили, что целью прибытия являются походы и альпинизм.
Гражданин Германии имеет право въехать в Непал с действующим паспортом, получить визу нужно в пунктах пересечения границы с этой страной или в аэропорту Катманду. Однако, министерство иностранных дел Германии предостерегает от поездкок в Непал. Причинами этого являются, с одной стороны, инфраструктура, пострадавшая от стихийных бедствий, а с другой стороны, нестабильная политическая ситуация и преступность.

## Культурные связи
В 1992 году страны заключение Соглашение о культуре, после чего в Непале стали открываться курсы немецкого языка. Институт имени Гёте в Катманду предлагает возможность непальцам изучать немецкий язык. Всё больше молодых непальцев интересуются Германией и немецким языком. Федеральное министерство иностранных дел Германии также поддерживает проекты по восстановлению культурных и религиозных объектов в Непале.
Основным направлением деятельности Германско-непальского общества (Deutsch-Nepalesischen Gesellschaft) является поддержание информационных отношений между странами с точки зрения международного взаимопонимания и взаимного уважения. По этой причине Германско-непальское общество ежегодно организует Nepaltag, во время которого проводятся различные мероприятия, чтобы проиллюстрировать культуру страны и текущую ситуацию в Непале. Целью Германско-непальского общества является углубление культурных знаний жителей обеих стран посредством человеческого взаимодействия.

## Дипломатические представительства
- Германия имеет посольство в Катманду[18].
- Непал содержит посольство в Берлине[19].